# Scomberoides lysan
Scomberoides lysan är en fiskart som först beskrevs av Forsskål, 1775.  Scomberoides lysan ingår i släktet Scomberoides och familjen taggmakrillfiskar. Inga underarter finns listade i Catalogue of Life.